# 中川家&コント
『中川家＆コント』（なかがわけとコント）は、BSフジで2018年10月1日から月曜日23:30 - 23:55（2020年3月31日から火曜日23:00 - 23:30、現在は日曜日22:00 - 22:30）に放送されているコントを中心としたバラエティ番組。番組イベントとして2019年から3年連続で『中川家&コントのライブ』を開催している（詳しくは#ライブ）。
2025年3月30日放送分をもってレギュラー放送を終了した。

## 概要
『ルミネtheよしもと』で開催されていたライブ『ミニコントやりますのでしばらくお待ちください。』の出演者たちによる番組としてスタート。
日常にある風景をそれぞれの目線で切り取った台本無しのアドリブコント番組。

## 主な出演者
- 中川剛（中川家）
- 中川礼二（中川家）

放送#53から出演者が中川家のみでゲストを招いてコントを放送している。

## 特番からレギュラー化へ
第1回は2017年10月1日（日）20:00 - 20:55、第2回は2018年3月17日（土）17:00 - 17:55に放送された。2018年10月1日から毎週月曜23:30 - 23:55のレギュラー番組となり、新しいメンバーとして2丁拳銃・修士とネルソンズが加わった。

## ナレーター
- 村田秀亮（とろサーモン）

## スタッフ
公式サイトのキャストより転記
- 編成：桧山智史
- 構成：柳しゅうへい、早坂靖
- アシスタントプロデューサー：世継栄太
- ディレクター：小坂武
- プロデューサー：邵東方
- 制作協力：TKJAC
- 制作著作：BSフジ・吉本興業

## ライブ
- 中川家&コントのライブ SP2019（2019年12月14日、浅草公会堂）[3]
- BSフジ開局20周年記念 エンタメ 3DAYS 中川家&コント ライブSP2020（2020年11月22日、池袋サンシャイン劇場）[4][5]
- BSフジ開局20周年記念 中川家&コント ライブSP 〜笑う門には福来る！〜（2021年11月6日、恵比寿ザ・ガーデンホール）[6][7]